# Paraphasma marginale
Paraphasma marginale är en insektsart som beskrevs av Ludwig Redtenbacher 1906. Paraphasma marginale ingår i släktet Paraphasma och familjen Pseudophasmatidae. Inga underarter finns listade i Catalogue of Life.